# Classe Forward
La classe Forward fu una coppia di esploratori costruiti per la Royal Navy nel primo decennio del XX secolo. Le due navi gemelle passarono la prima parte della loro carriera in riserva. Quando scoppiò la prima guerra mondiale, nell'agosto 1914, ricevettero compiti di difesa costiera; la Foresight nella Manica e la Forward lungo la costa dello Yorkshire. Quest'ultima era a Hartlepool quando la città fu bombardata dai tedeschi nel dicembre 1914, ma non sparò alcun colpo nello scontro. Nel 1915 le navi furono trasferite nel Mediterraneo e poi nell'Egeo alla metà del 1916, dove rimasero fino al 1918. Sopravvissero alla guerra ma furono demolite poco dopo.

## Sviluppo e descrizione
Nel 1901/1902 l'Ammiragliato sviluppò esploratori che potessero lavorare con le flottiglie di cacciatorpediniere, conducendo i loro attacchi e difendendoli dagli attacchi dei caccia nemici. Nel maggio 1902 furono richiesti tender per un progetto capace di 25 nodi, con un ponte protetto, un'autonomia di 2000 nm e un armamento di sei cannoni a fuoco rapido da 12 lb, otto cannoni a fuoco rapido 47 mm e due tubi lancisiluri da 450 mm. Furono accettate quattro proposte e fu ordinata una nave di ogni tipo nel programma navale 1902–1903 e lo stesso l'anno seguente.
Le due navi della Fairfield Shipbuilding and Engineering Company divennero la classe Forward. Nell'agosto 1902 furono aggiunti quattro cannoni da 12 lb alla specifica. Le navi avevano una lunghezza di 111,3 m, una lurghezza di 11,9 m e un'immersione di 4,3 m. Dislocavano 2896 t a carico standard e 3150 t a pieno carico. L'equipaggio consisteva in 289 tra ufficiali e marinai.
Le navi classe Forward erano propulse da un paio di motori a vapore a triplice espansione a tre cilindri, ognuno collegato ad un'elica. Il vapore necessario era prodotto da una dozzina di caldaie a tubi d'acqua di tipo Thornycroft che scaricavano in tre fumaioli. I motori erano stati progettati per produrre un totale di 12300 kW, per una velocità massima di progetto di 25 nodi. Durante le prove in mare del 1905 le due gemelle oltrepassarono la velocità massima di progetto. Gli esploratori si mostrarono presto troppo lenti per il loro ruolo, dato che i nuovi cacciatorpediniere li superavano in velocità. Le navi di questa classe potevano trasportare un massimo di 508 t di carbone, che forniva un'autonomia di 3400 miglia nautiche a 10 nodi.
L'armamento principale della classe Forward consisteva in dieci cannoni a fuoco rapido da 12 lb 18 cwt. Tre cannoni erano montati fianco a fianco sul cassero e sul castello di prua, con i rimanenti quattro posizionati a metà nave a dritta e sinistra. Le navi erano dotate anche di otto cannoni Hotchkiss da 47 mm e due tubi lanciasiluri singoli da 450 mm, uno per ogni fiancata. Il ponte protetto delle navi variava in spessore tra i 10 e i 29 mm e la torre di comando aveva una corazzatura da 76 mm. La cintura corazzata al galleggiamento era di 51 mm.

## Unità
| Nave          | Costruttore                                           | Impostazione    | Varo            | Completamento    | Destino finale                                |
| ------------- | ----------------------------------------------------- | --------------- | --------------- | ---------------- | --------------------------------------------- |
| HMS Forward   | Fairfield Shipbuilding and Engineering Company, Govan | 22 ottobre 1903 | 27 agosto 1904  | 22 agosto 1905   | Venduta per essere demolita il 27 luglio 1921 |
| HMS Foresight | Fairfield Shipbuilding and Engineering Company, Govan | 24 ottobre 1903 | 18 ottobre 1904 | 8 settembre 1905 | Venduta per essere demolita nel marzo 1920    |

## Servizio
Le due gemelle furono poste in riserva per buona parte del primo decennio di servizio. Dopo lo scoppio della prima guerra mondiale nell'agosto 1914, la Foresight fu inizialmente assegnata alla Dover Patrol e poi trasferita a una flottiglia di cacciatorpediniere di pattuglia nella Manica. La Forward ricevette compiti di difesa costiera sulla costa est dell'Inghilterra. Fu infatti presente al bombardamento tedesco di Hartlepool della metà dicembre 1914, ma non ricoprì alcun ruolo significativo nella battaglia. Nel 1915 le due gemelle furono mandate nel Mediterraneo e furono poi assegnate al Mar Egeo l'anno seguente, dove rimasero fino alla fine della guerra. Dopo essere tornate a case nel 1919, le due navi furono radiate e demolite tra il 1920 e il 1921.